# Plješevica
Die Plješevica (kroatisch auch Lička Plješivica) ist ein Gebirgszug in Südosteuropa, der sich in der Gespanschaft Lika-Senj an der Grenze zwischen Bosnien-Herzegowina und Kroatien bei Bihać befindet. Sie ist ein Teil des Dinarischen Gebirges und zieht sich von den Plitvicer Seen und dem Gebirge Mala Kapela im Norden über 40 Kilometer bis Gračac im Süden. Dort geht die Plješevica in den Velebit über. Im nördlichen Teil verläuft die Staatsgrenze direkt über den Hauptkamm des Gebirges.

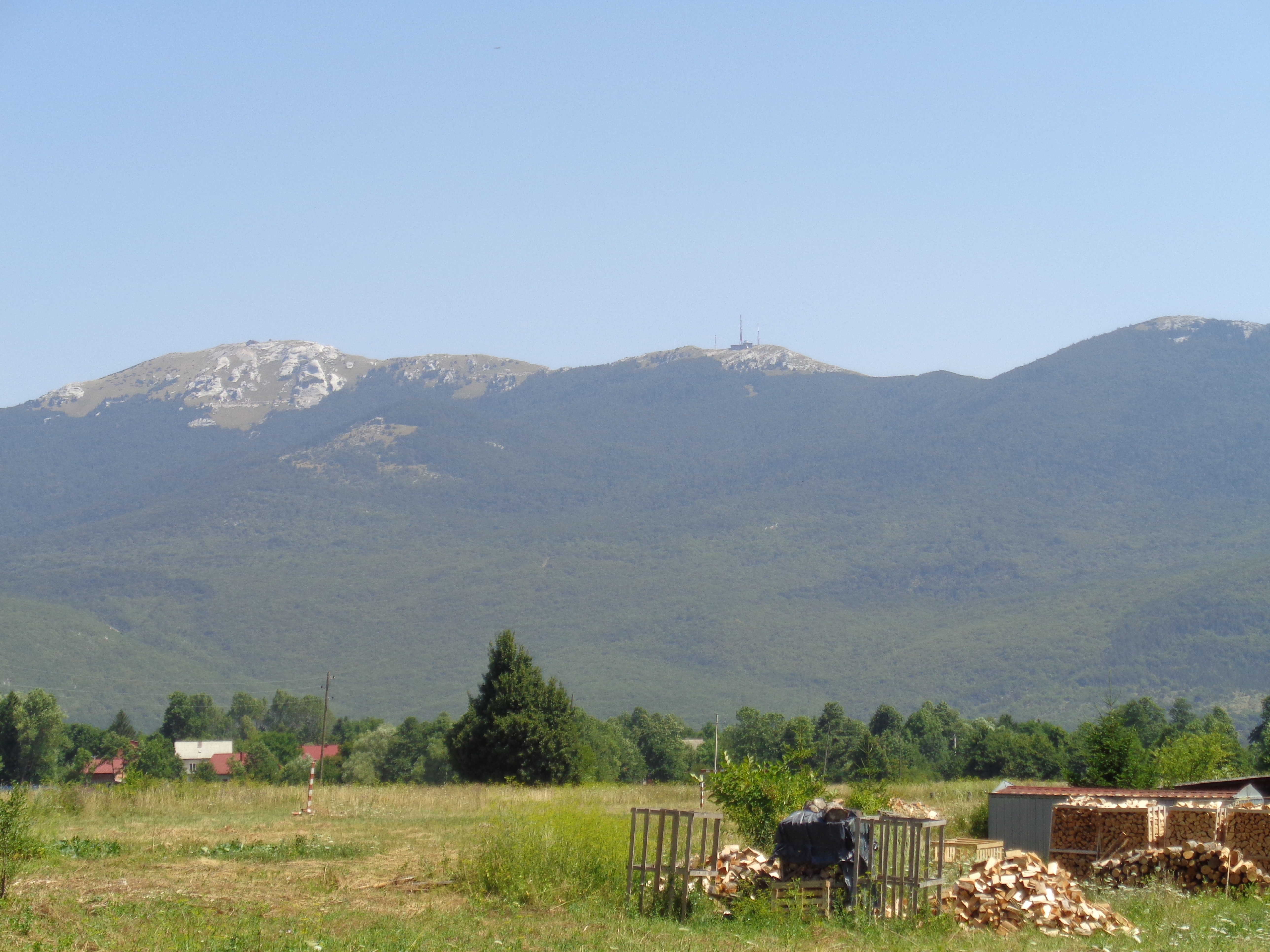
Plješevica von der Ortschaft Korenica aus gesehen

Der höchste Punkt des Gebirges ist der Gipfel Ozeblin (1657 m) im südlichen Teil bei Donji Lapac. Er ist gleichzeitig der vierthöchste Berg Kroatiens. Der höchste Berg des nördlichen Teils ist die Gola Plješevica („Kahle Plješevica“, 1649 m), die Bihać überblickt.
Nur wenige Straßen durchqueren das Gebirge, die Fernstraßen 1 (Karlovac–Split) und 218 (Knin–Bihać) umgehen es im Westen bzw. Osten.
In der Gemeinde Plitvička Jezera auf kroatischer Seite, bzw. der Gemeinde Bihać in Bosnien-Herzegowina, befand sich bis zu den Jugoslawienkriegen eine der größten Flugzeugkavernen in Europa, die Flugzeugkaverne Željava. Ihre Hallen und Gänge sind in das Gebirge Plješevica gegraben, um einen sicheren Luftwaffenstützpunkt zu erhalten.
Auf dem  1567 m hohen Crni Vrh, im kroatischen Teil des Gebirgszuges, befindet sich eine Sendeanlage des kroatischen Rundfunks für Hörfunk und Fernsehen.